# 96時間
『96時間』（きゅうじゅうろくじかん、原題：Taken）は、2008年制作のフランス・アメリカ合作の自警団アクションスリラー映画。主演はリーアム・ニーソン、脚本はリュック・ベッソンとロバート・マーク・ケイメン、監督はピエール・モレル。リュック・ベッソンのヨーロッパ・コープ制作。2012年に続編『96時間/リベンジ』が、2014年には第3作目『96時間/レクイエム』が製作された。
日本語題は作中で語られる、「誘拐事件の被害者が無事でいられると考えられる猶予期間」から。

## あらすじ
カリフォルニア州に暮らす元CIA工作員のブライアンは、離婚した妻レノーアと裕福な再婚相手スチュアートと共に暮らす、17歳の実娘キムと親しい関係を保とうと努力する。人気女性歌手のシーラのコンサートでボディーガードの仕事をしている時、ブライアンは暴力的なストーカーからシーラを救う。感謝の印に、シーラは歌手になりたいと言うキムを手助けすると申し出る。ようやくキムと２人きりで会う機会が訪れるが、レストランにはレノーアも付き添いとして現れる。キムにシーラからの話を持ち出す前に、彼女は友達のアマンダと2人だけでパリ旅行に行きたいと、実父のブライアンの元に許可書へのサインを求めてくる。最初は「ティーンエイジャーの女の子2人だけで、パリ旅行なんて危険だ」とサインを拒んだブライアンだったが、定時連絡を入れる事を条件に許す。空港で、実際には二人がU2のヨーロッパ・ツアーを追いかけようとしていることを知る。
パリ＝シャルル・ド・ゴール空港に着いた二人は、ピーターと名乗る若い男と知り合い、タクシーをシェアしたために住所が知られてしまう。二人はアマンダのいとこのアパートに行くが、いとこはスペインにいて不在である。キムが父に電話をしていると、アマンダがリビング・ルームで拉致される。キムは父の指示に従って寝室に隠れるが、ブライアンはキムが見つかることを予期し、起こるべき状況をキムに説明する。キムはベッドの下から引きずり出される途中、電話に向かって誘拐犯の描写をする。誘拐犯は電話を取り上げるが無言で通し、ブライアンは誘拐犯を脅す。誘拐犯は「グッドラック」とだけ言い、電話を切る。
ブライアンの旧友でかつての同僚のサムは、キムによる描写と声から誘拐犯が悪名高いアルバニア・マフィアの人身売買組織構成員のマルコであると推測する。サムはブライアンにこの情報を伝え、96時間以内にキムを見つけないと永遠に行方不明になるだろうと警告する。ブライアンはスチュアートのプライベートジェットを使ってパリに飛び、アパートを捜索しキムの携帯電話を回収する。データカードには、キムがピーターに頼んでアマンダとのツーショットを撮ってもらった場所にある公衆電話の扉に反射したピーターが写り込んでおり、彼の顔を知る。空港でピーターを見つけて捕えようとするが、追われる途中ピーターはトラックに轢かれて死ぬ。
唯一の手がかりに死なれたブライアンは、顔なじみのかつてのフランス諜報機関工作員で現在はデスクワークにつくジャン＝クロードを頼る。ジャン＝クロードは、アルバニア・マフィアの売春宿のある地域を教えるが、関わらないよう忠告する。ブライアンは通訳を雇い、使われなくなった建設現場にある売春宿に目星をつける。建設労働者に扮し売春宿に入り込み、キムのジャケットを着た人を見つける。ギャングと戦い、見つけた人を旧友の経営するホテルに連れて行き、麻薬の影響から脱するよう看護する。
翌朝、ブライアンはその人からアルバニア・マフィアが誘拐した娘たちを閉じ込める隠れ家の話を聞く。ジャン＝クロードのふりをしてブライアンは潜入する。ピンはねの交渉をするふりをして、キムの描写からマルコに気付く。「グッドラック」という言葉を話させて確認すると、マルコはブライアンを攻撃するが制圧される。ブライアンはその場にいるマルコ以外のすべてのマフィアを殺し、薬を過剰に投与され死亡したアマンダを見つける。地下にある電気椅子を使って、ブライアンはマルコを尋問する。マルコはキムのような処女は地下マーケットで高値がついてすぐに売れると言う。マルコが購入者の名前パトリス・サンクレアを漏らすと、ブライアンはマルコを電気椅子に残して死なせる。その夜、ブライアンはジャン＝クロード家を訪ねて、裏の商売を知っていると話し、妻を怪我させて脅してサンクレアの場所を聞き出す。
ブライアンはサンクレア邸でのオークションに出る。キムが競売にかけられると、アラブ人のアビルに強いてキムを買わせる。だがアビルを盾に競売場を出ようとした時、捕えられてパイプに縛り付けられる。その間にアビルはサンクレア邸からキムを連れ去る。サンクレアの指示でまさに始末されようとする瞬間、ブライアンは無事窮地を脱してサンクレアを含む全員を殺す。サンクレアは死ぬ前にキムが河岸のボートにいると漏らす。ブライアンは奪った車で購入者のアラブ人富豪ラマンのボートに追いつき、橋から単身ボートに飛び降りて忍び込み、刺されながらもアビルら護衛全員を殺す。ラマンがキムにナイフを突き付けて取引しようとする。ブライアンは躊躇せずラマンの顔を撃つ。ブライアンはキムとアメリカ合衆国に帰り、キムはレノーアとスチュアートに迎えられる。後に、ブライアンは歌のレッスンとオーディションのために、キムをシーラのもとに連れて行く。

## 登場人物・キャスト
ブライアン・ミルズ
演 - リーアム・ニーソン、日本語吹替 - 石塚運昇
主人公。CIAの元工作員。カリフォルニア住まい。格闘、狙撃、爆弾のスペシャリストで、引退した現在もその能力は衰えておらず、昔の仲間がやっている要人の警備などをたまにしながら生活している。昔の仕事柄か几帳面で細かい性格だが、約束や決まり事はあまり守れない。現役時代は仕事と家庭との両立ができず、妻レノーアとは離婚。一人娘のキムとも離れ離れの生活になってしまったが、今でも彼女に深い愛情を注いでいる。そのキムがパリで何者かに誘拐されたことを知り、彼女を取り戻すため奮闘する。
キム
演 - マギー・グレイス、日本語吹替 - 明石香織
ブライアンの娘。17歳の高校生。両親が離婚した後は、母親のレノーアと再婚相手のスチュアートと共に暮らしている。しかし、ブライアンのことは今でも慕っており、自分の夢が歌手だということも彼にだけは打ち明けている。女友達のアマンダと共にパリへ旅行した際、何者かによって連れ去られてしまう。
レノーア
演 - ファムケ・ヤンセン、日本語吹替 - 深見梨加
ブライアンの元妻。愛称は「レニー」。家庭を顧みなかったブライアンと離婚した後、裕福なスチュワートと再婚し、現在は幸せに生活している。そういった過去の出来事からか、現在もブライアンに対しては冷たい態度をとっており、彼の忠告にも耳を貸そうとしない。
サム
演 - リーランド・オーサー、日本語吹替 - 牛山茂
ブライアンの友人で元同僚。CIAの元工作員。ブライアンとは現在も親しくしており、共にボディーガードの仕事を行うこともある。情報の解析などでブライアンを手助けする。
ケイシー
演 - ジョン・グリース、日本語吹替 - 谷昌樹
ブライアンの友人で元同僚。CIAの元工作員。サム同様、ブライアンとは現在も親しくしている。
バーニー
演 - デヴィッド・ウォーショフスキー、日本語吹替 - ふくまつ進紗
ブライアンの友人で元同僚。CIAの元工作員。サム同様、ブライアンとは現在も親しくしている。
シーラ
演 - ホリー・ヴァランス、日本語吹替 - 木下紗華
人気女性歌手。ライブ会場でブライアンに暴漢から命を助けられる。
アマンダ
演 - ケイティ・キャシディ、日本語吹替 - 美名
キムの女友達。キムと比べると奔放な性格。キムと共に何者かに連れ去られる。
スチュアート
演 - ザンダー・バークレー、日本語吹替 - 辻親八
レノーアの再婚相手。いくつもの会社を経営している大富豪。
ジャン＝クロード
演 - オリヴィエ・ラブルダン、日本語吹替 - 仲野裕
フランスの国土監視局の副局長。かつてはフランスの諜報機関で工作員をしており、ブライアンとも顔馴染である。パリで次々と騒動を起こすブライアンを危険視し、彼に監視をつける。
パトリス・サンクレア
演 - ジェラール・ワトキンス
フランスの人身売買組織の一員。
マルコ
演 - アーベン・バジラクタラジ、日本語吹替 - 竹田雅則
フランスのアルバニア系犯罪組織のリーダー。トロポヤ県の出身。キムを連れ去った主犯格。
イザベル
演 - カミーユ・ジャピ
ジャン＝クロードの妻。
ピーター
演 - ニコラ・ジロー、日本語吹替 - 武藤正史
フランスの人身売買組織の一員。空港でキムとアマンダに声をかけ、二人の情報をアルバニア系犯罪組織に渡した。しかし、逃走中に車に轢かれて死亡。

## 音楽
- サウンドトラック - ナサニエル・メカリーによって作曲され、2009年1月27日にリリースされた。[2]

## 評価

### 批評家の反応
Rotten Tomatoesでは167件のレビュー中58%が本作を支持し、平均点は5.8/10となった。Metacriticでは31名の批評家レビューに基づいて50点となった。

## Blu-ray/DVD
20世紀フォックス ホーム エンターテイメント ジャパンより2010年3月5日にBlu-ray Disc/DVDの2フォーマットをリリース。
Blu-ray版は「リアルタイム・カウンター」を画面上に表示することができ、「死者数」「負傷者数」「残り時間」「移動距離」を確認しながら視聴することができる。
- Blu-ray
  - 96時間

- DVD
  - 96時間

## 続編
- 2012年にオリヴィエ・メガトンを監督に迎え続編の『96時間/リベンジ』が製作された。
- 2014年、第3作目『96時間/レクイエム』が製作された。

## テレビドラマ
2015年9月に、ブライアン・ミルズが結婚をする以前の物語を描くドラマ『Taken』が製作されることが発表された。
ブライアン・ミルズ役には、ドラマ「VIKINGS ヴァイキング 〜海の覇者たち〜 / (Vikings)」などで知られるクライヴ・スタンデン(Clive Standen)が起用され、2017年2月27日からNBCで放送された。2018年1月12日に、16エピソードからなるシーズン2が放送開始された。
日本ではAmazonビデオで『96時間 ザ・シリーズ』として配信されている。